# Омелян Ярослав Максимович
Ярослав Максимович Омелян (нар. 1 січня 1929, с. Мшана, нині Городоцького району Львівської області, Україна) — український художник, громадський діяч. Заслужений художник України (2008). Член НСХУ (1983). Почесний член Всеукраїнського товариства «Просвіта» (1999). Делегат 1 та 2 з'їздів НРУ (1989, 1990, м. Київ).

## Відзнаки
- Переможець Всеукраїнського конкурсу екслібрисів імені Братів Лепких (1997).
- Звання «Людина року» (Тернопіль, 2002).
- Подяка Президента України (2005).
- Премія імені братів Богдана та Левка Лепких (2010).
- Орден «За розбудову України» ( 2019). [1]

## Життєпис

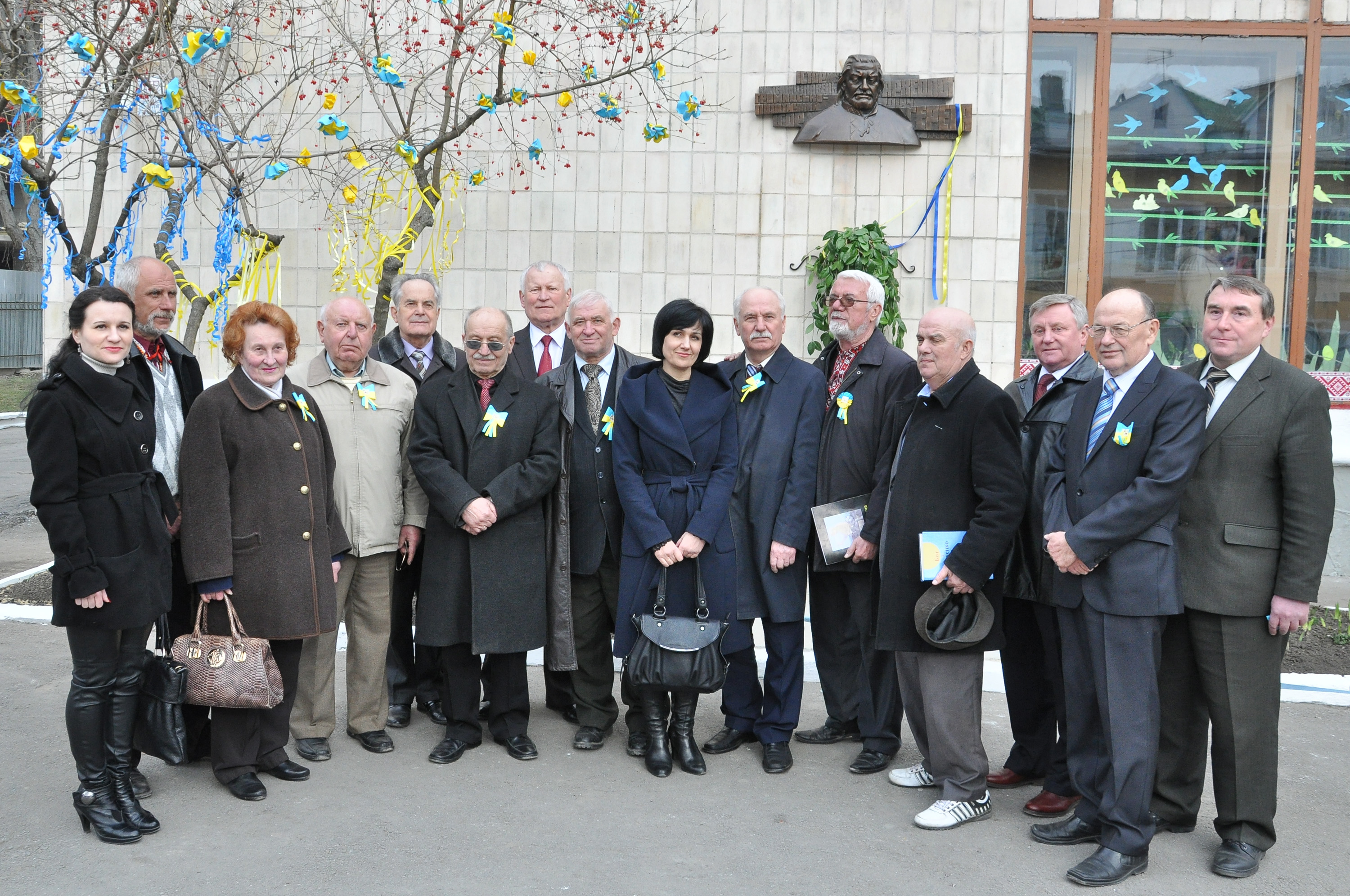
На відкритті пам'ятної дошки Ігореві Ґереті

Навчався в училищі прикладного мистецтва імені І. Труша (1947—1948, нині коледж декоративного та ужиткового мистецтва), інституті прикладного і декоративного мистецтва (1948—1950, нині національна академія мистецтв; обидва — м. Львів). Закінчив Український поліграфічний інститут у Львові (1969, нині Українська академія друкарства).
У 1950—1959 репресований; на засланні — в Іркутській області (нині РФ).
Від 1959 — в м. Тернопіль.

## Творчість
Працює в галузі станкової і прикладної графіки, плаката, акварелі, рисунка.

### Виставки
Від 1969 — учасник збірних виставок у містах Київ, Львів, Тернопіль, Москва, Пенза (обидва — РФ), Слівен (Болгарія), Варшава, Вроцлав, Краків, Познань (усі — Польща) та інших.
Персональні виставки у Тернополі (щорічно від 1969), Кременці (1979), Львові (2004).
Твори Ярослава Омеляна експонували в музеях і картинних галереях України і зарубіжжя: Пенза, містечко Зоряне (центр підготовки космонавтів поблизу Москви), м. Клівленд (США) та інших.
Виставки екслібрисів у Тернополі (2002, 2004) та Львові (2004).

### Твори
Автор
- акварелей «Рідна хата» (1963), «Ранок» (1981), «Катедральний собор у Тернополі» (1985), «Вальс берізок» (1997) та інших;
- портретів Т. Шевченка (1979), Івана Франка, Леся Курбаса, Соломія Крушельницької (всі — 1990), Богдан Лепкого (1996) та інших,
- серії естампів, зокрема присвячених 450-річчю Тернополя (1990),
- понад 200 екслібрисів: братів Лепких, Ігоря Ґерети, Петра Медведика, Степана Сапеляка та інших, пам'яті Євгена Коновальця, Йосифа Сліпого, Ніла Хасевича, В'ячеслава Чорновола, Андрея Шептицького й інших.
- Проілюстрував понад 50 книг.
- Видав каталоги власних робіт (1974, 1979, 1987, 1999, 2002, 2004), комплект листівок «Архітектура Тернополя в естампах» (2004) та інші.